# فومو

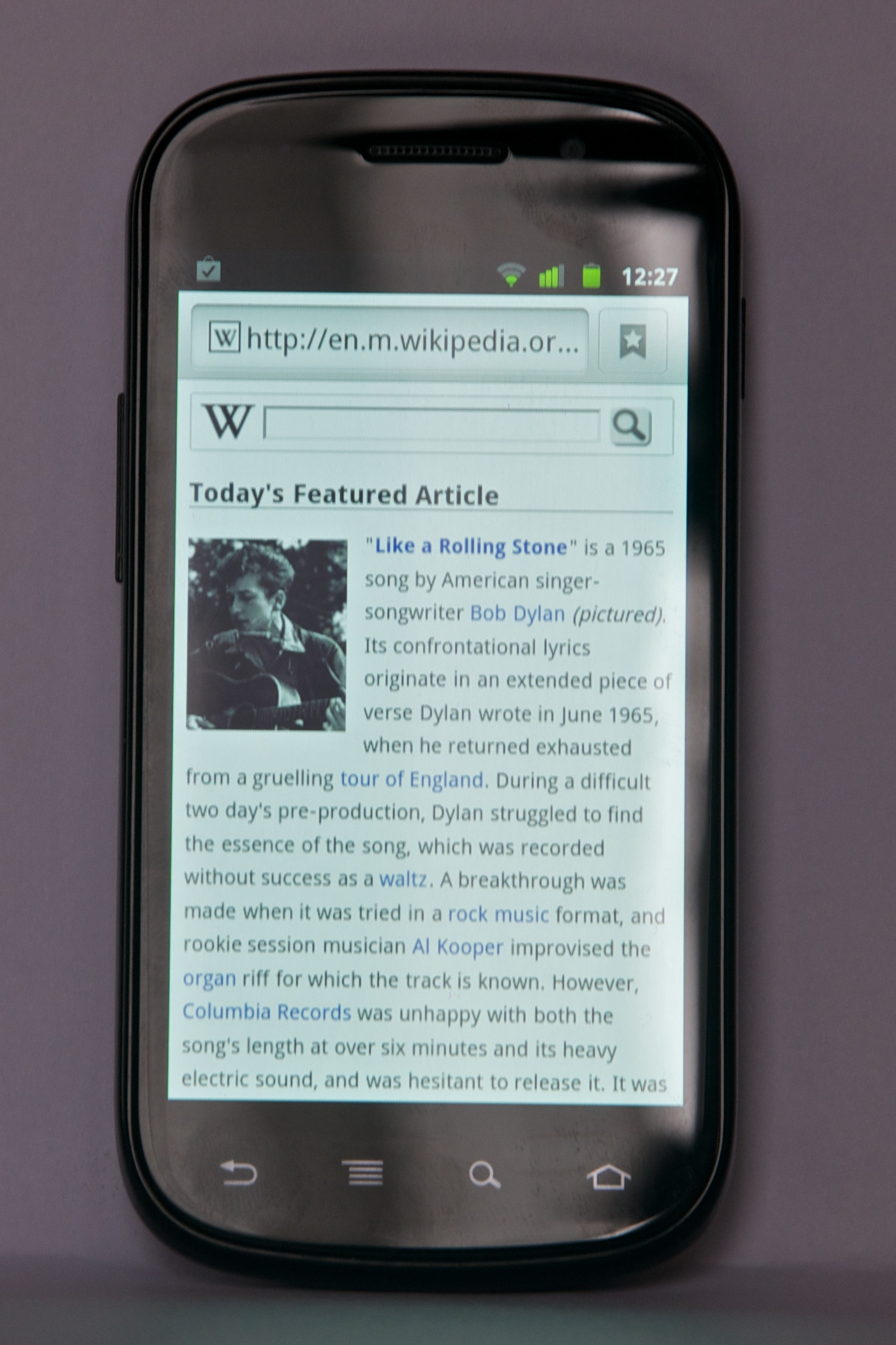

الخوف من فوات الشيء أو فومو (بالإنجليزية: Fear of missing out)‏ التي تُختصر بـ FoMO، هي حالة عامة تدفع الأشخاص إلى الرغبة في أن يكونوا على اتصال دائم خوفاً من فوات حدثٍ ما لا يُشاركون فيه، هذه الحالة تُصيب مُعظم من لديه حسابات في وسائل التواصل الاجتماعي، يُسبب الأمر قلقاً قهري خوفاُ من فقدان علاقة اجتماعية، وتؤكد هذه الحالة بأن الشعور بالارتباط أو الترابط مع الآخرين هو حاجة نفسية مشروعة تؤثر على الصحة النفسية للأشخاص. في هذا الإطار النظري، يمكن فهم الفومو كدولة ذاتية التنظيم ناشئة عن تصور ظرفي أو طويل الأجل بأن احتياجات المرء لا يتم الوفاء بها.
مع ظهور التكنولوجيا، توسعت الخبرات الاجتماعية وتواصل الناس من اللقاء المُباشر وجهاً لوجه إلى الإنترنت. حيث تتيح التقنيات الحديثة (مثل الهواتف المحمولة والهواتف الذكية) وخدمات الشبكات الاجتماعية (مثل فيسبوك وتويتر) فرصة فريدة للناس للمشاركة اجتماعياً وبتكلفة منخفضة. ومن ناحية أخرى، فإن هذا التواصل يؤدي إلى زيادة الاعتماد على الإنترنت إذ قد يؤدي الاعتماد النفسي على التواصل عبر الإنترنت إلى القلق الدائم عندما يشعر المرء بعدم التواصل، مما يؤدي إلى الخوف من الفقدان أو حتى استخدام الإنترنت المرضي. ونتيجة لذلك، ينظر إلى هذه المتلازمة بأن لها تأثير سلبي على صحة الإنسان النفسية والرفاهية، لأنها يمكن أن تسهم في إثارة المزاج السلبي للناس ومشاعر الاكتئاب. وقد ارتبطت فومو أيضاً مع عواقب سلبية أكثر من تلك الآثار المُتعلقة بالكحول واستهلاك كمية أكبر من المشروبات الكحولية.

## التاريخ
صاغ مُصطلح فومو باتريك ج.ماكجينيس (بالإنجليزية: Patrick J. McGinnis)‏، وهو أحد المُستثمرين الرأسماليين في الأسهم الخاصة، حيث انتشر هذا المصطلح في عام 2004 بعد أن كتب مقالاُ في مجلة هاربوس، وهي مجلة تابعة لكلية هارفرد للأعمال.

## الوصف
الفومو يُشير إلى الخوف من عدم المعرفة أو عدم البقاء على اتصال مع بعض المناسبات الاجتماعية والخبرات والتفاعلات، الفومو يمكن أن ينتج عن مجموعة متنوعة من الأنشطة الاجتماعية مثل المحادثات، البرامج التلفزيونية، أو حفلات الزفاف وغيرها. فومو يمكن أن توجد ببساطة كحالة عقلية متفشية، ولكنها يمكن أن تؤدي أيضاً إلى ردود فعل بدنية مختلفة (مثل التعرق) أو سلوكيات أخرى في العالم الحقيقي. ووفقاً لدراسة استقصائية أجريت في الولايات المتحدة والمملكة المتحدة، فإن غالبية البالغين من جيل الألفية (العمر بين 18 و 34 عاماً) ذكروا أنهم يخافون من أن يفوتهم شيءٌ ما، قال أكثر من نصف المجيبين أنهم بالكاد يستثمرون طاقة كافية أو وقت كاف في الخوض في مواضيع أو اهتمامات جديدة. وعلاوة على ذلك، فومو بمثابة الدافع لزيادة استخدام وسائل الاعلام الاجتماعية، والتي يمكن أن يصرف الناس من التعلم في الفصول الدراسية. وأيضاً، يمكن تطوير العادات الرقمية غير الصحية، مثل التحقق باستمرار من رسائل البريد الإلكتروني وتحديثات وسائل الاعلام الاجتماعية، وبالتالي يؤدي إلى عدم كفاية المشاركة في التفاعلات الاجتماعية الحالية.

## الأسباب والارتباطات
يمكن أن يعزى الفومو إلى العجز الظرفي أو طويل الأجل في الارتياح للاحتياجات النفسية، والانتشار الذي يسهم في زيادة الشفافية في حياة الآخرين في المجتمع وكمية متصاعدة من المعلومات في الوقت الحقيقي. يختار الناس بنشاط ويستخدمون وسائل التواصل الاجتماعي لتلبية احتياجاتهم الخاصة، مثل احتياجاتهم من المعلومات أو البقاء على اتصال مع الآخرين من خلال التنشئة الاجتماعية. بالنسبة للأشخاص الذين يتعاملون مع الفومو، يمكن أن تكون مشاركة وسائل الاعلام الاجتماعية جذابة بالنسبة لهم لأنها بمثابة أداة مريحة ليكون على اتصال اجتماعياً بتكلفة منخفضة نسبياً.

## التأثير
يسعى الأشخاص المرتبطين بالفومو إلى إيجاد وسيلة مريحة لاستيعاب المعرفة دون تحديد الزمكان، وذلك لإثراء الحياة الروحية للناس. خدمات وسائل الاعلام الاجتماعية مثل الفيسبوك وتويتر، هي أدوات تكنولوجية للبحث عن التواصل الاجتماعي وتوفير مستويات أكبر من المشاركة الاجتماعية. ومع ذلك، يمكن للعادات الرقمية غير الصحية تثبيط المشاركة الكافية في التفاعلات الاجتماعية الحالية. عندما يستخدم الناس التكنولوجيا لتعريف أنفسهم من خلال تبادل أفكارهم ومشاعرهم حتى عندما يكونون على معرفة بأولئك الأشخاص على أرض الواقع، فإنها تقدم بشكل غير مباشر رسالة "أنا مشارك لذلك أنا هنا"، والتي قد تؤدي الناس إلى سوء فهم مشوه عن جوهر التواصل الاجتماعي أو التفاعل. وهذا قد يؤدي في أغلب الأحيان إلى الشعور تدريجياً بالعزلة بشكلٍ أكبر.
وترتبط ايضا الفومو بحالة اخرى هي bed rotting والتي تجعل الشخص اكثر عزلة.